# 鬼無里村
鬼無里村（きなさむら）は、長野県上水内郡にあった村。
平成の大合併により、2005年からは長野市鬼無里地区になっている。
紅葉伝説や木曾義仲に因む伝承を残し、伝説にちなむ「東京（ひがしきょう）」「西京（にしきょう）」などの集落がある。奥裾花渓谷（日本百景）やミズバショウ大群落の奥裾花自然園（日本の秘境100選）も著名。最盛期には、人口が6000人ほどあったが、廃止当時は、2000人ほどまでに落ち込み、過疎地域に指定されていた。

## 地理

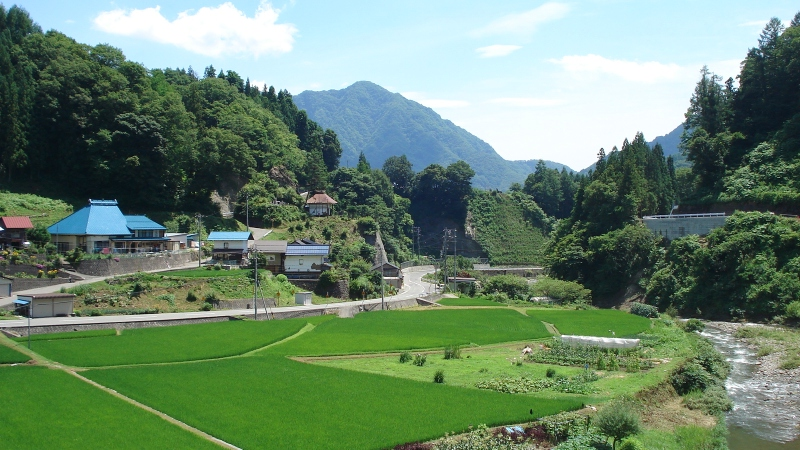
裾花川と国道406号。川沿いのわずかな平地で稲作が営まれている。

### 概要
長野県の北部、上水内郡の西端にある。犀川の支流、裾花川の源流沿いの盆地を中心に広がる中山間地の村。
長野市中心部から西へ約20キロメートルほど裾花川を遡り、裾花峡（裾花渓谷）を抜けると谷がひらけ、鬼無里盆地となる。裾花川右岸（南側）が旧日影村、左岸（北側）が旧鬼無里村である。
- 鬼無里地区地図 - ウェイバックマシン（2016年3月4日アーカイブ分） - 鬼無里地区公式HP内の地図（pdf 1.05MB）

鬼無里盆地は周囲を荒倉山、虫倉山、戸隠表山、一夜山、物見山などに囲まれ、中央部を流れる裾花川と、支流の小川 や天神川に沿って大小80の集落が点在していたが、2010年（平成22年）には集落数は約40に減っている。
鬼無里盆地のほぼ全域は急峻な砂岩・泥岩や凝灰岩（裾花凝灰岩）の山に囲まれている。これらの地層は水を含むと脆く、繰り返し土砂災害に見舞われている。特に4月から5月にかけての融雪期は大量の雪解け水が地層に浸透し、たびたび大規模な地すべりを引き起こしている。

### 中心部

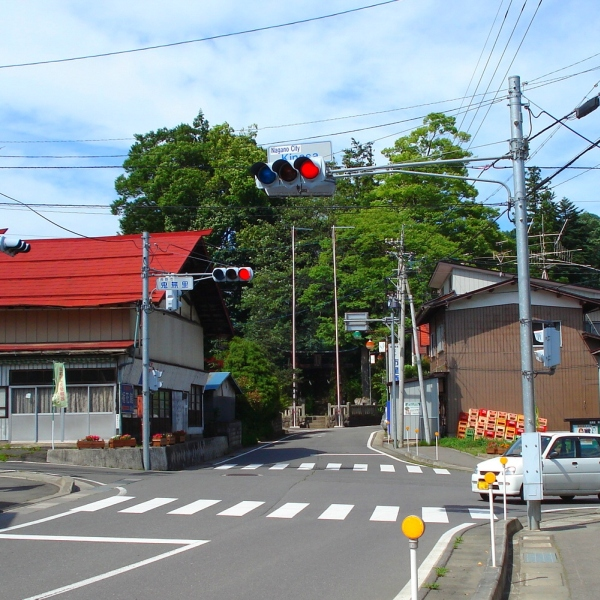
町四ツ角の村唯一の信号。手前と右が国道406号。正面に湖沼伝説に因む魚山と鬼無里神社の森が見える。

小川と裾花川の合流地点は中心市街地となっており、旧村役場（現在の長野市役所支所）、郵便局、教育施設、商店、バスターミナルなどが集中する。国道406号と県道36号の交差点には村内唯一となる信号機がある。
ここから裾花川は本流（大川）と小川に分かれ、裾花川沿いを「大川入り」、小川沿いの谷地を「小川入り（こがいり）」と称する。

### 小川入り
小川入り方面には、荒倉山と一夜山の谷間に集落が続き、上流域には源義仲（木曽義仲）の家臣今井兼平の城跡とされる今井城跡や、湖沼伝説の残る十二神社がある。大望峠で戸隠村へ通じる（高府道）。

### 大川入り
大川入り方面では、国の重要文化財となる白髯神社付近から南へ大洞峠を越えると小川村に通じる。

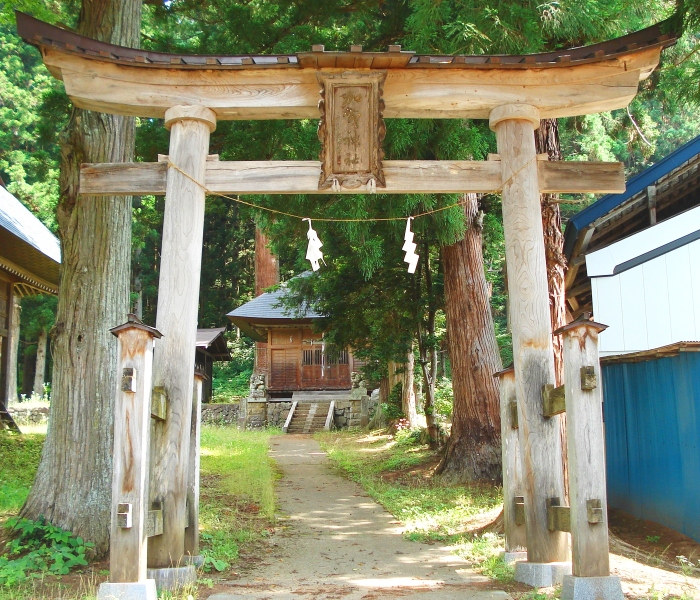
遷都伝説や紅葉伝説の舞台となる東京の加茂神社

天神川と裾花川の合流地点付近には東京、西京などがあり、両京地区と称する。付近には春日神社、加茂神社や内裏屋敷などの地名が残り、遷都伝説や紅葉伝説の舞台とされている。
両京地区から北進する裾花川の上流には、木曾義仲に由来するとされる文殊堂や旭社がある。源流域には奥裾花ダム、奥裾花渓谷、奥裾花湿地（奥裾花自然園）がある。
天神川沿いには奥裾花温泉があり、一軒宿（旧国民宿舎鬼無里荘）がある。天神川の源流は小川村域となり、国道406号線・白沢峠（嶺方峠）を経て白馬村へ通じる（夫婦岩越え）。
白馬方面へ抜ける古道（善光寺古道）として、このほか柄山峠（柄山峠越え・柄山十三曲り）、柳沢峠（柳沢越え）があり、国道開通以前は主に柳沢峠が利用されていた。

### 気候
寒暖の差が激しく、最高気温は35度に達し、最低気温がマイナス20度を下回る年もある。
降雪量は多く、概ね3メートル、年によっては4メートルを越える積雪がある。根雪は100日を越える。全域が特別豪雪地帯に指定されている。

### 隣接していた自治体
- 上水内郡 戸隠村、小川村、中条村
- 北安曇郡 白馬村、小谷村
- 新潟県 妙高高原町

## 地域

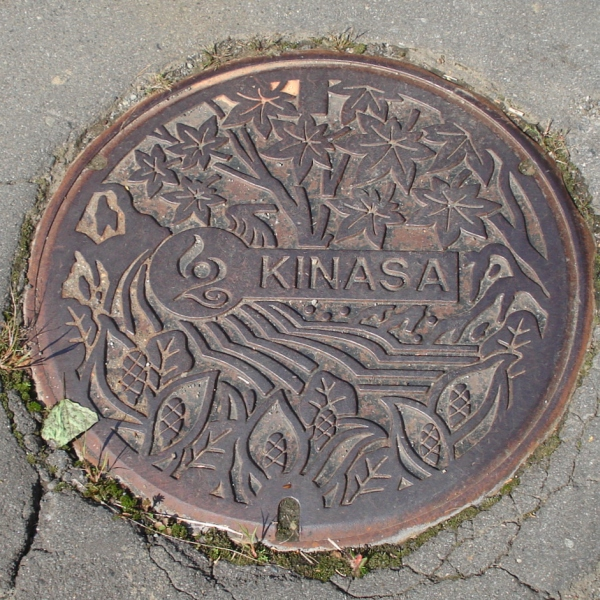
紅葉とミズバショウをデザインしたマンホール。KINASAの字の前にあるのは「鬼」の字をミズバショウと裾花川の流れをモチーフに作成されたCIマーク。

1889年（明治22年）の合併前の旧鬼無里村、旧日影村および1955年（昭和30年）に合併の日里村日下野地区の各域が大字となっている。長野市への合併後の町名字名は以下の通り。
- 鬼無里村大字鬼無里 - 長野市鬼無里
- 鬼無里村大字日影 - 長野市鬼無里日影
- 鬼無里村大字日下野（くさがの） - 長野市鬼無里日下野

上記の大字は旧村の村域に基づいたものであるが、旧鬼無里村と旧日影村はかつて裾花川で左右両岸に分断されていたものの、現在は多くの橋で繋がっており、また日下野はわずか0.15km2で事実上の無人地区であるため、実態に即していない。このため村では下記のように村域を分けている。
- 上里地区 - 小川入り方面
- 中央一地区
- 中央二地区
- 両京地区 - 東京、西京を中心とした裾花川上流地区

### 村名の由来
村名の由来は紅葉伝説にあるといわれている。主人公の「紅葉」が妖術をめぐらせたと疑いをかけられ、この地に流刑とされたが、その後に平維茂によって討伐され、「鬼女」がいなくなったことから「鬼無里」となったとされている。

## 歴史
旧石器時代・新石器時代の遺跡や石器・土器が出土しており、数万年前から人間が居住していた。弥生時代の土器も少量出土しているものの、山間であるために稲作には不向きであったと考えられる。
大宝元年（701年）に行政区画として水内郡が設置されると鬼無里は芋井郷に属したと考えられるが資料はない。
平安時代後期から鎌倉時代前期にかけて荘園制が成立すると、戸隠山顕光寺（戸隠神社）が戸隠一帯（東限飯縄山鳴岩、西限大峯二本杉、北限黒姫境の宮、南限仁和坂本郷峯）を荘園とした。西限の大峯は現在の西岳またはその連山と考えられ、旧鬼無里村北部の上里（長野県長野市鬼無里7420-1）の辺りは荘園に含まれていたと見られる。上里の法戸には戸隠神社の仁王門があったという伝説があり、当所が荘園の境界であった可能性がある。旧鬼無里村中心部・南部は最勝寺領小河荘に属していたと見られる。小河荘は、大法師・増証という人物が代々受け継いできた領地を最勝寺に寄進したことから始まり、増証は顕光寺の僧侶であった可能性がある。久安元年（1145年）5月15日には小河荘下司職を務めた清原家兼が地元の有力者である池田宗里に殺され、その後に平維綱が家兼から下司職を継承したと称して荘園を支配した。家兼と共に預所職を務めていた増証はそれを鳥羽上皇院庁に訴え、7月9日に院庁は小河荘公文に対して維綱ではなく増証の下知に従うように命令した。後に後白河天皇姉の上西門院の領地となった。正安元年（1299年）には戸隠中院の義養坊良吽が「小河荘月輪寺住房」にて戸隠社に奉納するための大般若経を写経しており、荘域は現在の長野市安茂里周辺まで広がっていたことがわかる。室町時代には室町院御領（伏見宮領）となった。
「キナサ」という地名の初見は長禄2年（1458年）7月に成立した『戸隠山顕光寺流記』であり、戸隠社の常燈明の費用として「木那佐山」（鬼無里集落の耕作地）の1箇所が寄進されている。
戦国期には古山城（現在の小川村）に本拠を置く大日方氏が領し、武田信玄に服した。武田氏滅亡後は木曾義昌、上杉景勝の領地を経て、関ヶ原の戦い以降は川中島藩（松代藩）に組み込まれた。
明治中期の町村制施行で鬼無里村と日影村が合併し、鬼無里村となった。平成の大合併で長野市に編入され消滅した。

### 沿革
地理的に隔絶されていたため、1889年（明治22年）の町村制施行以来、合併は少ない。
1955年（昭和30年）に日里村から日下野親沢地区0.15 km2、5戸21人（※1990年（平成2年）3月以降全戸転出し現在は無人）を編入した以外は、平成の大合併で長野市に編入されるまで村域の変動がなかった。
- 1876年（明治9年）5月　日影村が瀬戸川村（小川村）の押切組（現在の押切・一之坂地区）を編入。
- 1889年（明治22年）6月12日 町村制施行に基づき鬼無里村・日影村が合併し、鬼無里村が成立。
- 1955年（昭和30年）2月1日 日里村の日下野親沢地区を編入した（日里村の残部は栄村と合併し、中条村が発足）。
- 2005年（平成17年）1月1日 豊野町、戸隠村、大岡村とともに長野市へ編入合併した。

### 年表
- 旧鬼無里村は、かつては柳原荘、葛山郷と称した。
- 延暦年間、水無瀬村から鬼無里村へ改称した。（口伝による。実際の「鬼無里」の初出は1573年。）
- 旧日影村は、かつては春日荘、小川の郷、御山の里と呼ばれていた。

- 969年（安和2年）9月20日 平維茂が白髯神社で紅葉討伐の戦勝祈願を行ったとされる。
- 1183年（寿永2年）1月20日 木曾義仲が白髯神社で平家追討の戦勝祈願を行ったとされる。
- 1458年（長禄2年） 戸隠山顕光寺の文書に「木那佐」の記述が残る。「キナサ」の地名が登場する最古の史料。
- 1573年（天正10年） 木曾義昌の朱印状に「鬼無里之郷」の記述が残る。「鬼無里」の字が用いられた最古の史料。
- 1600年（慶長5年） 森忠政が海津城に入り、川中島藩成立。
- 1622年（元和2年） 松代藩・真田領の一部となる。当時、鬼無里村は1046石、日影村は555石とされる。
- 1682年（天和3年） 九斎市が開かれるようになる。
- 1847年（弘化4年）3月24日 善光寺地震。木曽殿アブキ崩落。虫倉山で大きな地すべり。
- 1886年（明治19年） 裾花川沿いの鬼無里街道（現在の国道406号）が開通。
- 1936年（昭和11年）11月22日 川端康成が来村。翌年発表の小説『牧歌』に紅葉伝説などの記述が残る。
- 1964年（昭和39年） 奥裾花でミズバショウ群落が発見される。（現在の奥裾花自然園）
- 1973年（昭和48年）4月18日 融雪により[12]、萩之峰で幅200メートル、延長2キロメートルに及ぶ大規模な地すべりが発生。県道[13] 141メートル、村道690メートルが崩壊した[14]。人的被害はなかったが、25戸95名に避難命令が出た。被害額13億8000万円。
- 1983年（昭和58年） 奥裾花自然園が日本の自然100選に選出される。
- 1986年（昭和61年） 奥裾花でステゴドン・シンシュウエンシス（シナノゾウ）の化石が見つかる。
- 1997年（平成9年）5月4日 融雪により、奥裾花ダム上流の濁川で地すべりが発生。高さ60〜70メートルに達する大規模な天然ダムを形成した[15][16][17]

## 人口
昭和20年代半ばには1000世帯を超え人口も6200人に達していた がその後は減少を続け、長野市への合併前にはピーク時の3分の1となっていた。合併時の世帯数は約831世帯2182人。
実際には約3割の世帯が村外に家を持っていた（冬期無人世帯）。長野市内へはバスで約1時間の距離だが便数は少なく、高校へ通うものは長野市内に下宿するものが多かった。

## 産業･経済

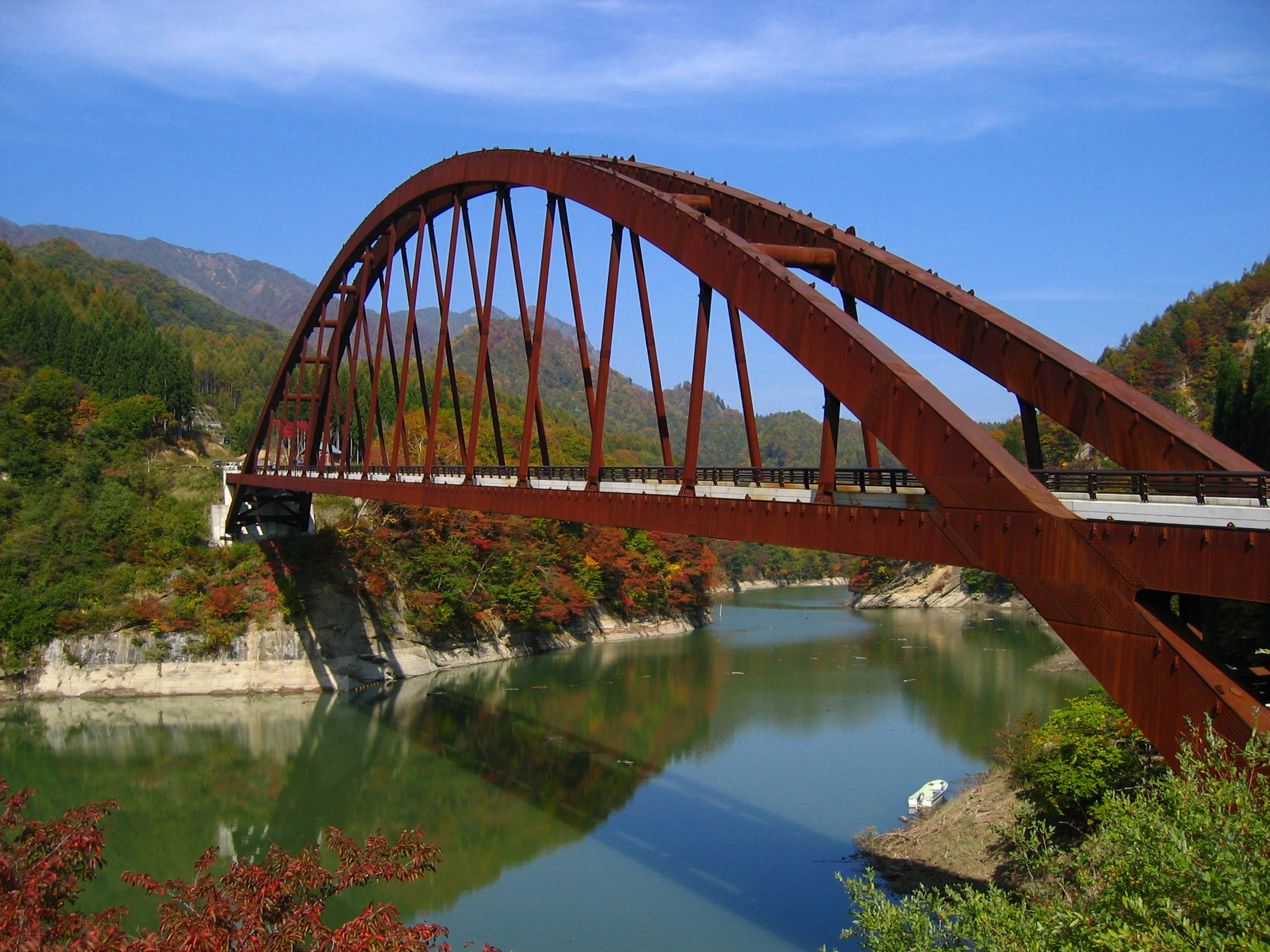
奥裾花大橋の開通により奥裾花自然園の観光客誘致が期待されている

就業人口割合は第一次産業：第二次産業：第三次産業＝26.8%：30.4%：42.8%となっている（2000年国勢調査）
昭和30年代までは、麻による畳糸の加工、炭焼き、養蚕が村を支える三大産業だった。
これらが衰退すると奥裾花のミズバショウ群落が日本最大級であることを活用して観光収入を得るため、1969年（昭和44年）に奥裾花自然園を開設した。かつては村民も容易には近づけなかった奥地だったが1979年（昭和54年）には奥裾花ダムが完成して一応の道路が整備された。1983年（昭和58年）に『日本の自然百選』に選出されて観光客が増えたが、道路が狭隘のため大型バスによる交通渋滞が課題となった。1994年（平成6年）に年間10万人を超える観光客を集めたが、たびたび土砂災害で通行止めとなり、休園を余儀なくされた。特に2001年（平成13年）から土砂災害のため2年間休園となったが、2003年（平成15年）に再開、2004年（平成16年）には奥裾花大橋が完成し、交通の便を図っている。しかし、近年の観光客数は現在は横ばいである。
農業分野ではミニトマトやリンドウの新種の導入による多角化を図る一方、サル、ハクビシン、クマなどによる農業被害 や遊休荒廃地が深刻化している。林業分野では後継者不足によって伐採されずに更新期を迎えた広大な林野のメンテナンスが課題となっている。

### 農業

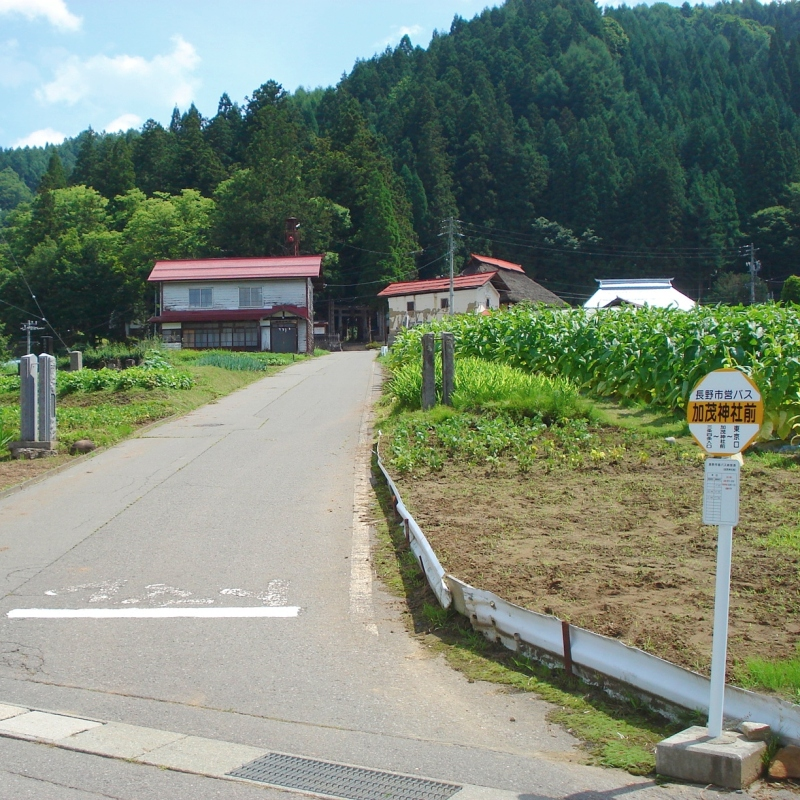
加茂神社参道脇のタバコ畑。周囲には茅葺きの家屋や白壁の土蔵も残る。

村全域が中山間地域にあり、稲作に適したまとまった水田がないため、ほとんどの農家は畑作（麻）に加えて稲作と養蚕を行っていた。特に麻の生産地として知られ、鬼無里産の麻は「青金引」として知られていた。農家の95%は麻を栽培し、畳糸の加工を行っていた。明治以降には冬期を利用して寒晒しした畳糸を「氷糸」として出荷していた。最盛期には村内に145町（田に換算するとおおよそ1450反となる。）の麻畑があったが、後に養蚕に押され、戦後には大麻との関連や化学繊維の普及で麻栽培は壊滅した。現在は麻に代わり葉タバコを生産している。昭和初期には800戸の専業農家があったが、2005年（平成17年）には431戸に減少している。2001年（平成13年）の農産物の出荷額で葉タバコは2位を占める。1位はキノコ（主にエノキタケ）。近年はミニトマトやリンドウの栽培に力をいれている。
- 主な生産物 - 2001年（平成13年）統計による
  - エノキタケ
  - 葉タバコ
  - 米（水稲、酒米）
  - ピーマン
  - トウモロコシ
  - 花卉 - リンドウなど
  - インゲンマメ
  - キュウリ
  - ワサビ

### 畜産業
乳用牛が飼養され、農林畜産業の中で牛乳の出荷額が最も多い。

### 林業
村域の約9割を林野が占め、その4割は伐期を迎える森林や間伐が必要な森林となっている。全戸数の約4割が林家に分類される ものの、実際の林業従事者は減少の一途にあり、森林の整備保全が課題となっている。

### 商工業
下記数字はいずれも平成12年の商業統計・工業統計 による。
- 村内の商店数は35、年間販売額は14億9300万円
- 工業事業所は11、製造品出荷額は14億7692万円

### 本社を置く主な企業

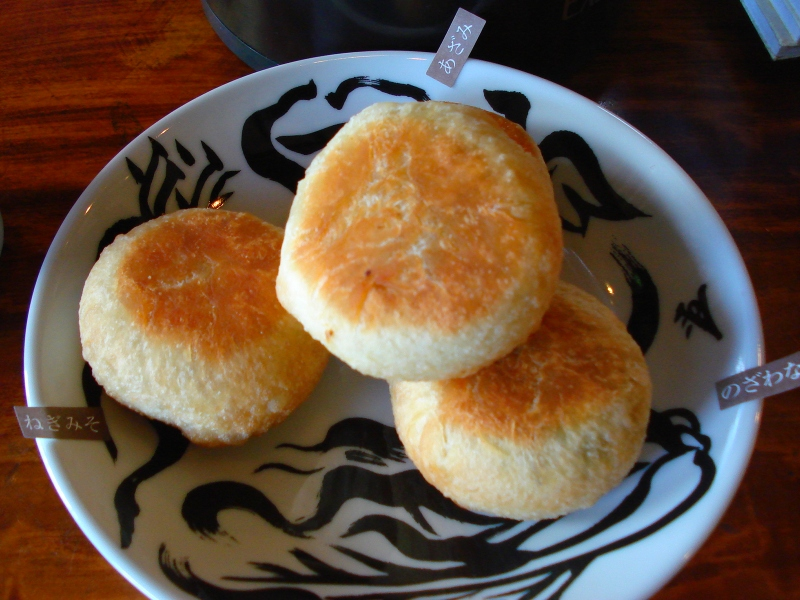
いろは堂のおやき。油で揚げた後に窯焼きする。

- いろは堂 - おやき　2008年に日本観光博覧会で佐世保バーガーをおさえて旅フェアグルメ大賞を受賞した。

### 名産
- おやき - 上記項目参照
- えごまクッキー・えごままんじゅう - 2005年に長野推奨土産品選定事業・最優秀グランプリ受賞
- 手打ちそば
- 山菜・きのこ加工品

## 教育
- 鬼無里小学校 - 昭和56年に鬼無里東小学校・鬼無里中央小学校・鬼無里西小学校の3校が統合され、鬼無里小学校となった。
- 鬼無里中学校 - 昭和22年に創立。昭和36年には築1年の体育館が積雪で倒壊した。

## 医療･福祉
村で唯一人の開業医が死去し無医村となっていたが、2002年に村役場内に鬼無里村診療所が39年ぶりに開設され、医師の常駐が実現した。それまではバスとタクシーを乗り継いで、長野市内へ通院しなければならなかった。
長野市との合併に際し、それまで長野市と合併した地区については医師が常駐する診療所が存続した例がなく、再び医師のいない村になるとの不安も出たが、存続されて長野市国保鬼無里診療所となった。
多くの小集落は無医地区状態となっており、長野市への合併後も鬼無里の一部地域は準無医地区とされている。

## 伝承
紅葉伝説を代表として鬼無里には様々な伝承とそれに由縁をもつ旧跡や地名が残る。

### 湖沼伝説

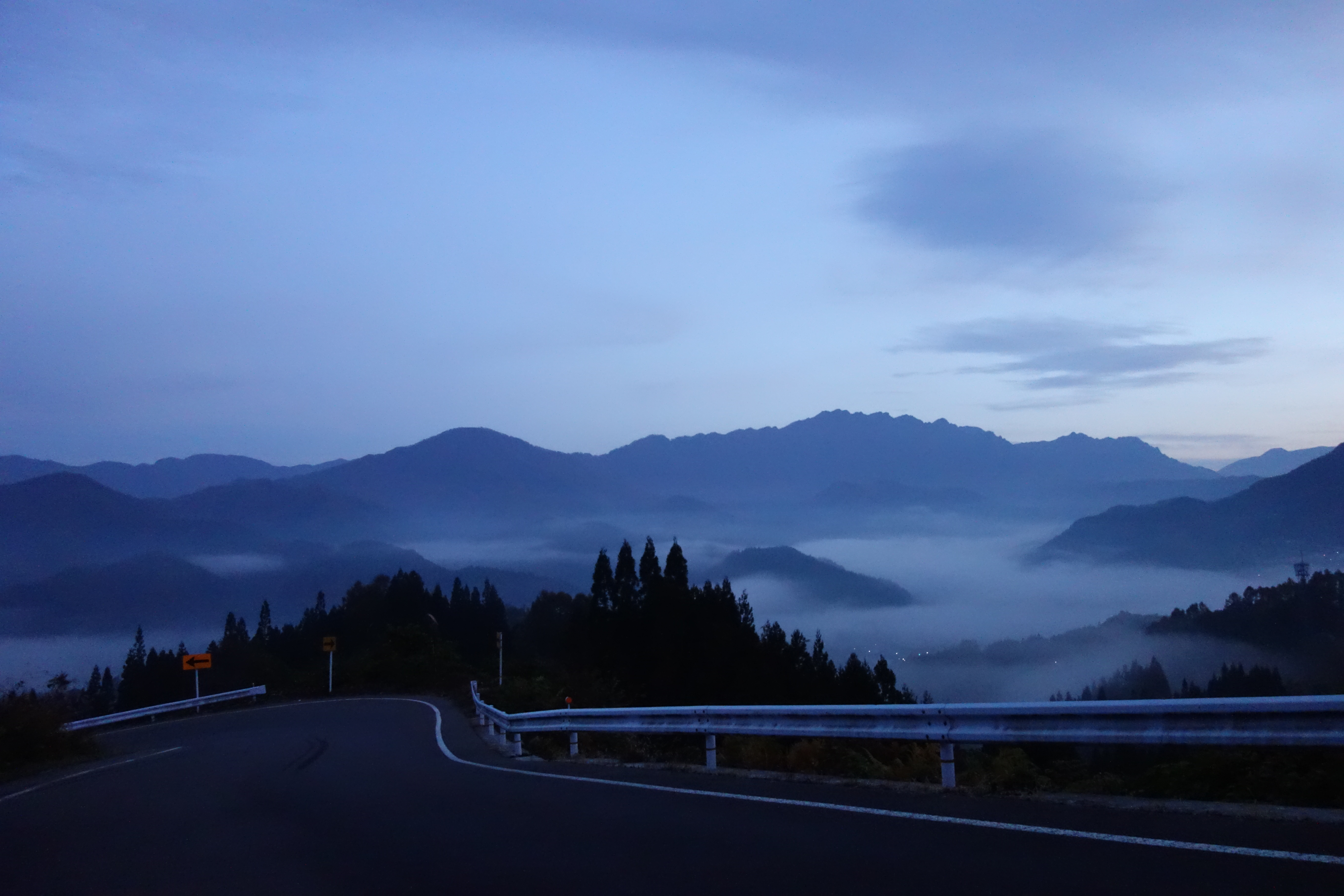
信濃信州新線から未明の鬼無里、一夜山、戸隠連峰

鬼無里盆地がかつて湖だったとする伝承。大望峠下の十二神社や村中心部の鬼無里神社などに伝承が残り、各所に伝承に因む歌碑などがある。
盆地を囲む虫倉山、荒倉山、土倉山（一夜山）を渡し舟が結んでいたとされる。両岸を結ぶ綱が張ってあり、これを頼りに船が渡ったとも。「北岸」の大望峠付近には十二神社、「南岸」の大洞峠付近には飯縄神社があり、両社にはかつて船を繋いだとされる槻の大木があった。十二神社の槻は明治時代に京都へと売られて、現在は「船繋ぎの樹」の切り株が残る。大洞峠側の槻は昭和50年代に倒木したとされる。十二神社の社紋が帆掛け舟で、「波よけの鳥居」（厳島神社などに見られる両部鳥居）も伝承を裏付けるとされる。
湖水は銚子口（長野市側からみると鬼無里盆地の入り口に相当する）から裾花峡を抜けて流出し、湖底から「魚山」が現れたとされる。魚山は現在の市街地中心部にあり、頂部に鬼無里神社がある。水が涸れて出現した盆地は水無瀬村となり、7世紀末頃に鬼無里村と改称したとされる。
そのほか湖に住んでいた竜の「宝珠」が大龍寺に伝わっていたが、昭和15年に寺ごと焼失した。

### 遷都伝説
飛鳥時代（あるいは白鳳時代）に鬼無里に遷都の計画があったとされる伝承。白髯神社や両京地区周辺の地名、旧跡の由来とされる。一夜山の巨人伝説を伴う。
『日本書紀』には信濃への新京設置計画 が記録されている。
遷都伝説ではこのときの遷都先が鬼無里とする。白髯神社の縁起は白鳳年間の遷都に際して勧請されたと伝えている。また伝承では、天武天皇に派遣された三野王（美濃王）は鬼無里を候補地と定め、都鎮守のため裾花川の左岸に加茂神社、右岸に春日神社を創立し、それぞれの地を東京（ひがしきょう）、西京（にしきょう）と命名したとされる。加茂神社境内には三野王が馬を繋いだとする石が残されている。さらに両社から裾花川沿いに約１キロメートル上流にある月夜の陵は、当時訪れた皇族の墳墓とする伝承も残る。このほか村内に散在する五輪塔も皇族の墓とされる。
巨人伝説では、遷都計画のあった時代には一夜山はなく、戸隠までの平坦地であったとする。遷都を妨害するため鬼が平野の中央に山を築き（一夜山）、これに怒った天武天皇は阿倍比羅夫を派遣して鬼を討ち、以来当地は水無瀬村から鬼無里村と改称したとされる。

### 紅葉伝説

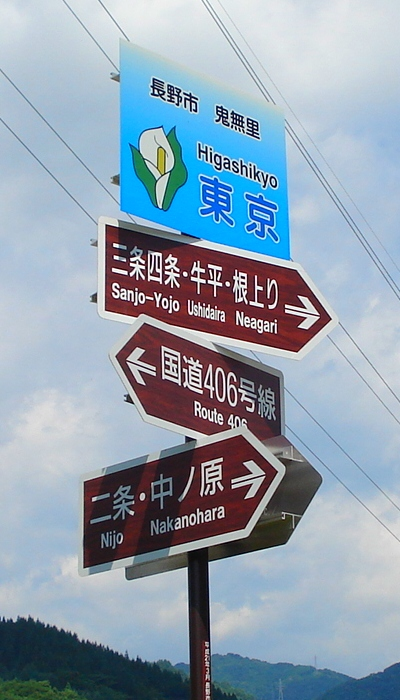
東京には京都にちなむ地名が今も数多く残る

北信州一円を舞台とする伝承で、会津、京都、鬼無里、戸隠、別所温泉などを舞台とする。能の代表的演目『紅葉狩』としても著名。
一般的な伝承については紅葉伝説も参照。
一般には主人公の「紅葉」は妖術を操り、討伐される「鬼女」であるが、鬼無里における伝承では医薬、手芸、文芸に秀で、村民に恵みを与える「貴女」として描かれる。
「呉葉」は会津で両親が摩天に祈って生まれ、特殊な能力を持っていたとされている。呉葉は美貌と才覚に恵まれ、953年（天暦6年）に16歳で都に上る。呉葉は「紅葉」と名を変え、源経基（清和源氏の祖）の局となり懐妊するが、956年（天暦6年）に19歳で信濃 へ配流されてしまう。一般には、紅葉が経基の正室に呪いをかけた咎によるものとされるが、鬼無里では逆に紅葉は正室の嫉妬による讒言の被害者である。
信濃山中（奥裾花渓谷とされる）に配流された紅葉は、水無瀬（鬼無里の古名。）村の根上の里にたどり着く。水無瀬村では、紅葉は村人の病を癒し、男には読み書きや算術を、娘には裁縫を教え、京の文化を伝える貴女として村民に敬愛される。村人は京を偲ぶ紅葉のために「内裏屋敷」を建て、警護の「館武士」を置く。また、裾花側の両岸を京都に見立てて西京や東京などの地名をつけた。
- 両京地区に残る地名や旧跡
  - 西京
    - 春日神社
    - 天神川
    - 吉田神社
    - 内裏屋敷、館武士 - いずれも地名として残る。
    - 月夜の陵 - 紅葉の腰元であった「月夜」を葬ったものとされる。

  - 東京 - 東京二条、東京三条、東京四条、東京五条の小字がある。
    - 加茂神社 - 北側には加茂川が流れる。
    - 清水
    - 高尾
    - 東山

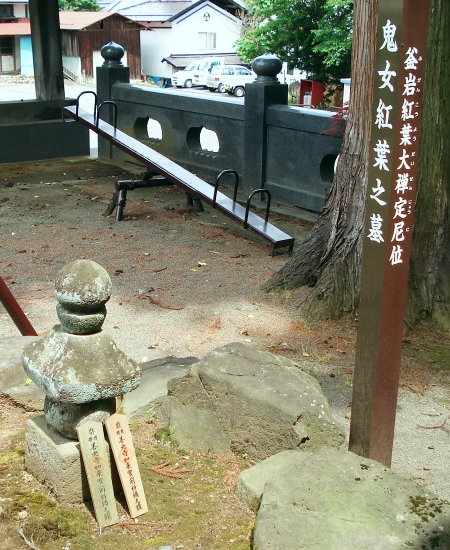
松厳寺に残る紅葉の墓

紅葉の産んだ男子は父である源経基の一字をとって経若丸と名付けられ、やがて元服が近づく。しかし庶子の成長を忌む宮人の意向によって紅葉母子は討伐の対象となり、信濃守平維茂によって討たれる。なお、一般的な紅葉伝説では、再上洛を目指す紅葉が妖術を使って山賊 を集め、暴虐をふるって近隣を荒らしたため、冷泉天皇によって平維茂が派遣されるという筋立てになっている。
塩田平から出陣した平維茂の軍勢は紅葉の妖術によって敗れるが、別所温泉の北向観音で降魔の剣を授けられる。これに力を得た維茂軍は荒倉山の岩屋に篭った紅葉と賊を討ち果たす。紅葉が討たれたのは969年（安和2年）とされる。これ以降、村は鬼無里と呼ばれるようになったとされる。紅葉の首はどこかへ飛び去ったため両腕を塚に葬ったとされ、戸隠にその塚が残されている。一方、現在の鬼無里中心街にある松巌寺には紅葉の守護仏とされる木仏が祀られ、境内には紅葉やその家臣の墓がある。
維茂は大洞峠を越え、麓の白髯神社で戦勝祈願を行い、魚山の鬼無里神社や津島神社にも祈願を行ったとされる。最終決戦の地となる荒倉山の荒倉山神社も当時勧請されたとする戦勝祈願の八幡宮が祀られている。荒倉山にはこのほか、紅葉とその郎党が隠れ住んだという岩屋も残る。
両京地区には現在も「内裏屋敷」や「館武士」の地名が残るが、内裏屋敷からは礎石や古代のものと思われる石器や黒曜石、9〜10世紀の土器や鉄滓が発見されている。

### 木曾義仲の伝承
木曽義仲や家臣らにまつわる伝承。
横田河原の戦いに勝利した義仲は、北陸を経由して上洛するため、鬼無里を通って姫川沿いの千国街道へ抜けたとされる。（裾花川源流の奥裾花湿原から東へ奥西山を越えると奉納温泉（小谷村）である。）
裾花川沿いに鬼無里へ入った義仲は、白髯神社で平家追討の祈願をした後、村人を道案内にたてて川に沿って北上した。両京地区から裾花川沿いに3キロメートルほどさかのぼった土倉地区の文殊堂は木曾義仲が立ち寄ったとされ、道案内をした村人に姓を名乗ることを許し、守護仏を与えたとされる。仏像は江戸時代には善光寺の開帳に合わせて7年に一度、松代へ運ばれて出開帳を行った。この文殊堂は“日本三文殊”の一つ とされ、戦前は北信州各地から多くの参詣者を集めた。またすぐ近くには、鎌倉時代の建築と考えられている旭社（義仲の称号、旭将軍の名に因む）があり、義仲が祀られている。
さらに裾花川沿いにさかのぼると、濁川との合流地点付近に木曽殿アブキと呼ばれる岩穴がある。義仲軍は小谷へ向けて山越えする前にここで野営したと伝えられる。岩穴はかつては間口140メートル、奥行き70メートルあったが、善光寺地震で大部分が崩落したとされる。現在の岩穴は間口約60メートル、奥行き約20メートルほどである。
義仲が敗死した後、二男の義重（力寿丸）が鬼無里へ逃れたとする伝承も残る。力寿丸は巴御前の子で、はじめは後見人の仁科盛遠の庇護を受けていたが、鎌倉方の詮議が厳しくなり、鬼無里へ逃れ土倉に住んだとされる。
また、義仲の家臣には鬼無里へ土着した者もいるとされる。山角地区には義仲と最期を共にした今井兼平の城跡があり、観音堂には兼平の守護仏とされる菩薩像が祀られている。新井地区には兼平の勧請による児安大明神がある。また、兼平の兄、樋口兼光が築かせたとされる木曽殿城跡も残されており、鬼無里には兼平や兼光の後裔とされる今井姓、樋口姓の住民が残る。
2000年（平成12年）には、全国木曽義仲ゆかりの会の総会が鬼無里で開催された。

## 観光･名所･旧跡･祭礼･催事

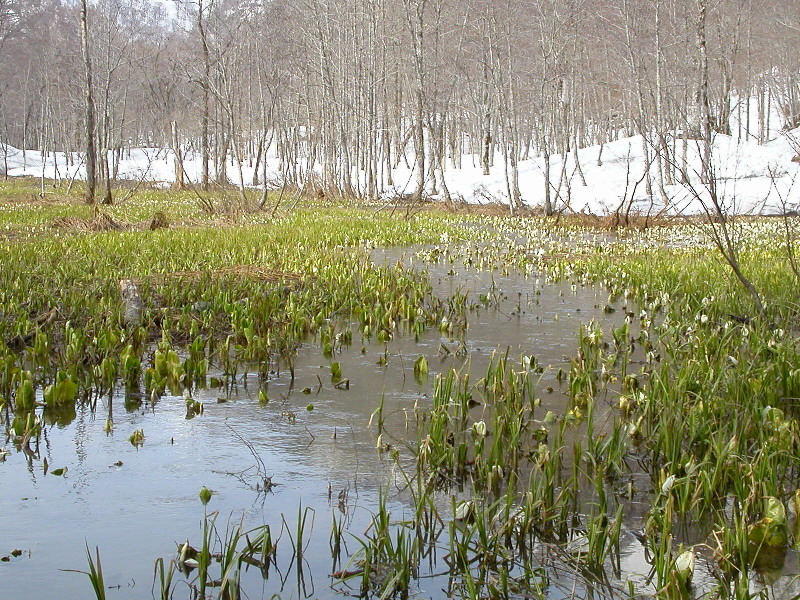
奥裾花自然園は日本最大級のミズバショウ群落として知られている

### 名勝･景勝
- 奥裾花自然園 - 日本の自然100選、日本の秘境100選、水源の森百選に選ばれた湿原。日本最大級のミズバショウ群落として知られている。奥裾花渓谷の最奥部に位置する。
- 奥裾花渓谷 - 日本百景に選ばれた裾花川源流域。奥裾花ダムの上流に位置する。
- 大望峠 - 展望台が整備されており、晴れていれば北アルプスや一夜山が一望できる

### 寺社･旧跡

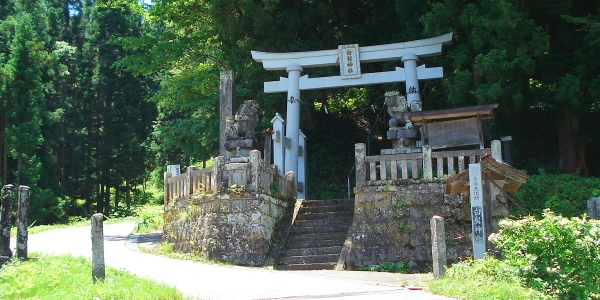
白髯神社は飛鳥時代の創建と伝えられている。

- 白髯神社 - 室町時代の建築となる本殿は一間社流造で国の重要文化財。ただし普段は本殿はシャッター付の鞘堂に納められており、拝観は基本的にできない。旧社格は旧郷社。神楽は長野市の指定有形文化財で、鬼無里ふるさと資料館で展示されている。
- 十二神社 - 湖沼伝説を遺す船繋ぎの樹がある。
- 鬼無里神社 - 湖沼伝説を遺す魚山の頂上にある。旧社格は郷社。旧盆には祇園祭が開催される。
- 文道古城址（旧ふるさとの館） - 大日方直経の居城跡。模擬天守などがある。
- 金吾淵 - 武田信玄の北信濃侵攻に際して、小川・鬼無里を領した大日方氏は恭順派と抗戦派に分裂した。惣領の大日方直忠の長男の大日方金吾直経は徹底抗戦を唱えたが、恭順派の兄弟に文道古城を襲撃されて重傷を負い、裾花川の岩場に身を投げ最期を遂げた。この岩場は金吾淵と呼ばれている。
- 松巌寺 - 紅葉の守護仏を祀る。寛永年間に建立された観音堂や、寺島宗伴に因む算額は長野市の指定有形文化財。境内には宗伴の五輪塔や川端康成の文学碑もある。
- 文殊堂 - 日本三文殊の一つ。木曽義仲の守護仏を祀っている。近くに文殊の滝がある。

### 博物館･資料館
- 鬼無里ふるさと資料館

### 祭・催事
- 水芭蕉まつり（奥裾花自然園開山祭） - 4月下旬〜5月
- 鬼無里神社祇園祭 - 7月15日〜21日
- 鬼無里ふるさと夏まつり - 8月14日
- 白髯神社秋祭り - 9月第2日曜日
- 鬼女もみじ祭り - 10月上旬

## 交通

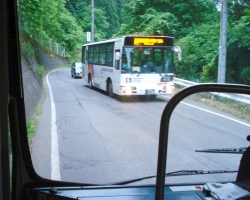
国道406号(旧道)にはバスのすれ違いが困難な狭隘区間も存在。

村域を東西に横断する国道406号が唯一の国道である。しかし、長野市街へ抜ける途中の旧道（現在はバイパス線が開通）は路線バスのすれ違いも不可能な狭隘部分が存在する。白馬方面へ抜ける西側も峠部を中心に悪路が残り、2005年（平成17年）にも決壊による通行止めが発生している。村域全体に道幅が狭く、円滑な交通の確保が課題で、特にミズバショウ観光シーズンの5月には大型観光バスなどによる交通渋滞により主要道路が著しい渋滞に陥っていた。2003年（平成15年）には村域で唯一信号機の設置されている交差点（町四ツ角）の拡幅事業が完成し、2022年（令和2年）現在、国道406号と県道36号の重複区間付近の道路拡幅による改良が進められている。

### 鉄道
旧村内に鉄道は通っていない。最寄り駅は、長野駅や白馬駅など。
- かつて南長野駅から鬼無里村内を経て信濃四ツ谷駅へ至る善光寺白馬電鉄が計画されていた。鬼無里村内に鬼無里駅、西京駅、田頭駅が計画されていた。

### バス
- アルピコ交通 74 鬼無里線 - 2026年3月に廃止され、同年4月からは長野市営バスによる運行が行われる予定[35]。
- 鬼無里村営バス 2023年現在は長野市鬼無里地区市バス 南鬼無里線・大望峠線、鬼無里地域振興線（予約運行）として運行
- アルピコ交通 75 急行奥裾花線(季節運行)

### 道路
- 国道406号
- 長野県道36号信濃信州新線
- 長野県道435号小佐出西京線

## 作品
- 鬼無里の道 - シンガーソングライター西島三重子の1975年発表の1stアルバムに収録。紅葉伝説をテーマにしている。
- 鬼無里村から - 1983年に発表されたフォーク・コーラス・グループ白鳥座のシングル。歌詞には裾花、水芭蕉、紅葉などが織り込まれている。
- 夏休みに鬼無里に行った - 詩人、鈴木志郎康による映像作品。
- 少年エスパー鬼無里へとぶ - 1979年（昭和54年）に明治図書から出版された堀切徳太郎のSFジュブナイル小説。1999年、東京都内の中学校が突如として鬼無里に出現し、超能力を駆使して正体不明の組織と戦う。紅葉伝説もモチーフとなっている。
- 鬼切丸 - 楠桂による漫画。鬼の発祥の地としてN県の鬼鳴里（きなさ）村が登場する。
- 蒼の封印 - 篠原千絵による漫画。鬼を狩る一族、西家の本拠地として登場する。

## 人物
- 寺島宗伴 - 幕末〜明治初期の宮城流・最上流和算家。著作に『算法用学精』『算法求積極伝』など。
- 北村四海 - 明治初期〜昭和初期の彫刻家。宮彫り師であった父喜代松に憧れ、フランスへ留学、大理石の裸体彫刻を中心に学び、その後日本での活躍で全国的に名が知られるようになる。
- 室賀勘右衛門 - 祖先を鬼無里に持つ初代八幡屋礒五郎代表。
- 鬼無里まり - 元俳優でフラワーアーティスト・志穂美悦子のシャンソン歌手名義。コロナ禍前に訪れた思い出深い場所のひとつで芸名にとった[36]。